# VR Sm1
Die elektrische Triebwagen-Baureihe Sm1 wurde von 1969 bis 1973 von den VR-Yhtymä (finnische Staatseisenbahnen) in 50 Exemplaren beschafft.
Die Bezeichnung Sm leitet sich von den finnischen Worten für Strom (sähkö) und Triebwagen bzw. Motorwagen (moottorivaunu) ab. Der mechanische Teil stammt von Valmet in Tampere und der elektrische Teil von Strömberg in Pitäjänmäki, Helsinki. Sie waren bis 2016 im Großraum Helsinki im Einsatz.

## Technische Details
Die Triebwagenzüge verkehrten als Einheit, bestehend aus einem Sm1-Motorwagen und einem Steuerwagen der Baureihe Eio. Beide Fahrzeuge boten je 90 Sitzplätze. Alle vier Achsen des Triebwagens wurden von je einem Wellenstrommotor des Typs Strömberg GHAU/H 7226 angetrieben, womit der Triebwagen eine Stundenleistung von 860 kW hatte. Die maximale Beschleunigung betrug 0,8 m/s².

## Einsatz
Die Sm1-Triebzüge wurden für den Schienennahverkehr in der Region Helsinki beschafft. Die Vorortstrecke Helsinki–Kirkkonummi war als erste elektrifizierte Strecke der VR am 26. Januar 1969 mit fünf Sm1 in Betrieb genommen worden.
Durch die fortschreitende Elektrifizierung wurde es notwendig, weitere Triebwagen zu beschaffen. Die Baureihe Sm2 sieht der Sm1 sehr ähnlich.
Die Sm1 wurden von den zwischen 1998 und 2005 gelieferten Zügen der Baureihe Sm4 sowie von den ab 2009 von Stadler gelieferten und als Baureihe Sm5 bezeichneten Zügen, abgelöst. Ab Dezember 2015 waren nur noch sechs Sm1-Triebzüge im Einsatz. Die letzten  Züge wurden im April 2016 außer Betrieb genommen.
Die Verschrottung von 14 ausgemusterten Triebzügen begann Ende Februar 2019 in der Werkstatt Hyvinkää.
Der Triebzug Sm1 6001/6201 steht im Depot Ilmala und soll in das finnische Eisenbahnmuseum aufgenommen werden.